# Буйвол (прам, 1737)
«Буйвол» — прам Днепровской флотилии Российской империи, один из двух больших прамов, построенных в Брянске.

## Описание судна
Парусно-гребной прам с деревянным корпусом. Вооружение судна состояло из 44 орудий.
Один из трёх прамов и семи парусных и парусно-гребных судов, которые несли службу в составе российского флота с этим именем. Также в составе Балтийского флота нёс службу прам «Олифант» 1752 года постройки, в 1759 году переименованный в «Буйвол» и одноимённый прам 1710 года построки, а в составе Черноморского флота несли службу одноимённые галиот 1774 года постройки, транспортное судно 1784 года постройки, флашхоут 1825 года постйки и корвет 1856 года постройки.

## История службы
Первоначально для нужд Днепровской флотилии предполагалось построить в Киеве 20 галер и 200 будар, однако в последствии это решение было отменено и 30 сентября (11 октября) 1724 года было принято новое решение о закладке на Брянской верфи двух больших и трёх малых прамов, трёх остродонных и четырёх плоскодонных галер. В том же году прам «Буйвол» вместе с остальными судами был заложен на стапелях Брянской верфи. C 11 (22) мая 1726 года работами по их строительству руководил унтер-лейтенант П. Г. Кашкин. После смерти Петра I, 4 (15) июля 1727 года строительство судов было остановлено Верховным тайным советом, а 23 июня (4 июля) 1729 года последовал указ о консервации строительства и сохранении материалов.
В 1735 году, после начала новой русско-турецкой войны, вновь встал вопрос о комплектовании флотилии, в том числе о необходимости достройки заложенных еще в 1724 году прамов и галер, которые к 1735 году находились в достаточно плачевном состоянии. Однако несмотря на это их решено было достроить к кампании 1737 года. На начало кампании 1737 года прамы ещё не были окончательно достроены. При этом работы на больших прамах были приостановлены из-за нехватки адмиралтейских плотников. В сентябре того же года Адмиралтейств-коллегия потребовала «строящиеся и строить повеленные во Брянске прамы и галеры со всяким поспешением доделать … чтоб оные весной при первом вскрытии льда и при большой воде чрез пороги переправлены были».
Также в Адмиралтейств-коллегии высказывались идеи переводить прамы и остродонные галеры через пороги недостроенными, чтобы их осадка не превышала четырёх футов, и уже после проводки производить их вооружение и отделку. Помимо этого в октябре того же года были планы по увеличению количества больших прамов до четырёх. Однако эти начинания реализованы не были.
В результате прам «Буйвол» вместе с другим большим прамом «Медведь» и тремя малыми 8-пушечными прамами был достроен и спущен на воду к концу 1737 года. Из-за времени постройки, длившегося более 10 лет и некачественной древесины, прам находился в обветшавшем состоянии уже к моменту ввода в эксплуатацию.
По состоянию на начало кампании 1738 года оба достроенных к этому времени больших прама «Буйвол» и «Медведь» все ещё находились в Брянске. Первоначально эти суда предполагалось использовать для обороны фарватера между Очаковом и Кинбурном, в связи с тем что «токмо оные суть плоскодонные и ко употреблению в море неспособны». 
Однако из-за трудных условий плавания на Днепре и в связи в ветхостью корпусов прамов, было принято решение использовать их для обороны Киева. В тексте «Экстракта из плана операций кампании 1738 года» указывалось: «У Брянска еще имеется: 5 больших галер, 2 большие прама, которыя 7 судов ветхи и токмо под Киевом для прикрытия обеих крепостей со свободной стороны употреблены быть могут». Решение было полностью поддержано генерал-фельдмаршалом Б. Х. Минихом: «чтоб оные прамы по вскрытии воды неотменно были к Киеву отправлены и напрасно во Брянске без плода не находились». В результате оба судна 9 (20) апреля 1738 года были переведены в Киев, где до конца войны использовались в качестве плавучих батарей.
После заключения Белградского мирного договора 18 (29) сентября 1739 года и упразднения Днепровской флотилии 15 (26) октября 1739 года прам «Буйвол» был разобран.

### Комментарии
1. ↑  В «Списке русских военных судов с 1668 по 1860 год» Ф. Ф. Веселаго и справочнике «Российский парусный флот» А. А. Чернышёва прамы «Буйвол» и «Медведь» приводятся как 2 больших прама без названия[1][2].
2. ↑  По другим данным большие прамы были спущены в 1738 году[8].